# Искусственный интеллект. Доступ неограничен
«Искусственный интеллект. Доступ неограничен» (англ. I.T.) — американский триллер 2016 года режиссёра Джона Мура по сценарию Дэниэла Кея и Уильяма Вишера.

## Сюжет
Долгое время Майк Риган работал над тем, чтобы создать проект умного дома, который был бы оборудован по последнему слову современной науки. И вот ему это удалось, проект не только создан, но и успешно воплощён в жизнь. Он оборудовал свой особняк разными приспособлениями и устройствами, которые делали жизнь его семьи максимально удобной и комфортной. Все в доме выполнялось машинами и механизмами, созданными талантливыми инженерами и управлялось легко и просто с помощью компьютерной мышки. Однако кроме предоставления комфорта эта система стала угрозой для человека. В этом смог убедиться ее создатель, когда доступ к системе управления получил айтишник, фанатично влюблённый в его дочь.

## В ролях
| Актёр           | Роль          |
| --------------- | ------------- |
| Пирс Броснан    | Майк Риган    |
| Джеймс Фрешвилл | Эд Портер     |
| Анна Фрил       | Рози Риган    |
| Стефани Скотт   | Кейтлин Риган |
| Микаэль Нюквист | Генрик        |
| Адам Фергус     | Сулливан      |
| Джейсон Бэрри   | Патрик        |
| Клэр-Хоуп Эшити | Джоанн        |
| Брайн Малвей    | Джордж        |
| Остин Свифт     | Лэнс          |

## Производство
Съемки фильма начались 25 июня 2015 года, и завершились 29 июля 2015 года.

## Релиз
Кинокомпания RLJ Entertainment приобрела права на распространение фильмов в Северной Америке и была нацелена на выпуск фильма в ограниченном количестве кинотеатров, и на видео по запросу в сентябре 2016 года. Трейлер фильма вышел в августе 2016 года.

## Реакция
"I.T." получил отрицательные отзывы от критиков. На веб-сайте агрегатора Rotten Tomatoes, фильм имеет рейтинг одобрения 10% на основе 40 обзоров и среднего рейтинга 3,6 из 10. На сайте Metacritic, фильм имеет оценку 27 из 100 на основе 9 отзывов, что указывает на неблагоприятные отзывы.